# Oroszlán-szikla Északi-ürege
Az Oroszlán-szikla Északi-ürege a Duna–Ipoly Nemzeti Parkban lévő Budai Tájvédelmi Körzetben, Budapest II. kerületében található egyik barlang.

## Leírás
A Kecske-hegy sziklás, meredek oldalán, a hegycsúcstól 130 méterre, északnyugatra, erdőben, sziklakibúvásban nyílik. Megközelíthető az Országos Kéktúra kék sáv jelzésű turistaútján. Ennek a szakasznak a neve Glück Frigyes út. Az Oroszlán-barlang közelében, az alatt van a természetes eredetű és vízszintes tengelyirányú hasadék-bejárata, amely 2,4 méter magas és 0,9 méter széles. Nehéz megtalálni a sok sziklakibúvás között.
Triász dolomitban keletkezett. Egy tektonikus hasadék mentén jött létre korrózió hatására, karsztvízszint alatti oldódással. Jelenleg már nem érvényesül ez az üreg-kialakító folyamat. Egy egyszerű térformájú, emelkedő lejtésviszonyú sziklaodú. A hasadékszelvény és a szilvamagszelvény a jellemző szelvénytípusa. 4 méter a vízszintes kiterjedése. A bejáratánál van egy elágazás, amely után egy rövid, alsó részre és egy hosszú, felső részre ágazik szét a barlang. Borsókő figyelhető meg benne. A barlangjáró alapfelszereléssel, könnyen járható barlang megtekintéséhez engedély szükséges.
A Kecske-hegyen található négy barlang közül az egyik, a másik három a Kecske-hegyi-hasadék, a Lehelős-lyuk és az Oroszlán-barlang.
Előfordul a barlang az irodalmában Oroszlán-szikla É-i ürege (Egri, Borzsák 2004) néven is.

## Kutatástörténet
A Kraus Sándor által 1983-ban írt kutatási zárójelentésben meg van említve az Oroszlán-szikla feletti hegyoldal egyik kis méretű ürege, amely 2–3 m hosszúságig belátható volt évekkel azelőtt, de utána sokáig nem sikerült megtalálnia. Kraus Sándor 2004. évi jelentéséből kiderül, hogy ez a barlang nem az Oroszlán-szikla Északi-ürege, hanem az Oroszlán-barlang. Krekács Károly 1985-ben készült barlangleírása szerint az Oroszlán-szikla Északi-ürege 1 m hosszú, 2,5 m magas és 0,5 méter széles, enyhén lejtő járat. A Krekács Károly által 1985-ben rajzolt, Oroszlán-barlangot bemutató térképlapon lévő látképi vázlatra rákerült az Oroszlán-szikla Északi-ürege bejáratának rajza is.
Borzsák Sarolta és Egri Csaba 2004-ben felmérték az Oroszlán-szikla Északi-üregét, majd Borzsák Sarolta a felmérés adatainak felhasználásával, 2004. augusztus 31-én megszerkesztette az Oroszlán-szikla Északi-ürege (Budapest II. kerület, barlangkataszteri terület: 4762) alaprajz térképét, hossz-szelvény térképét és 2 keresztszelvény térképét. A térképlapon, az alaprajz térkép használatához jelölve van az É-i irány. Az alaprajz térképen megfigyelhető a hossz-szelvény és a 2 keresztszelvény elhelyezkedése a barlangban. A barlang a felmérés szerint 5 m hosszú és 2,5 m magas. A barlang 2004-ben készült nyilvántartólapja szerint a részletesen felmért barlang 4 m hosszú, 2,4 m magas és 2,4 m függőleges kiterjedésű.